# Либърти (окръг, Монтана)
Вижте пояснителната страница за други значения на Либърти.
Окръг Либърти (на английски: Liberty County) е окръг в щата Монтана, Съединени американски щати. Площта му е 3748 km², а населението - 2427 души (2017). Административен център е град Честър.